# Nationalitetsbogstav
Et nationalitetsbogstav er en kode bestående af enten et, to eller tre bogstaver, der tilsammen udgør et lands internationale kendingsmærke. 
Koderne findes ofte på nummerplader på biler.

## Nationalitetsbogstaver/ lande

### A
- A – 	Østrig

- ADN – 	Yemen

- AFG – 	Afghanistan

- AL – 	Albanien

- AM/ARM – 	Armenien

- AND – 	Andorra
- AR – 	Argentina

- ARM/AM – 	Armenien

- AUS – 	Australien
- AZ – 	Aserbajdsjan

### B
- B – 	Belgien
- BD – 	Bangladesh
- BDS – 	Barbados
- BG – 	Bulgarien
- BH – 	Belize
- BIH – 	Bosnien-Hercegovina
- BOL – 	Bolivia
- BR – 	Brasilien
- BRN – 	Bahrain
- BRU – 	Brunei
- BS – 	Bahamas
- BUR – 	Myanmar
- BY – 	Hviderusland

### C
- C – 	Cuba
- CDN – 	Canada
- CH – 	Schweiz
- CI – 	Elfenbenskysten
- CL – 	Sri Lanka
- CO – 	Colombia
- CR – 	Costa Rica
- CY – 	Cypern
- CZ – 	Tjekkiet

### D
- D – 	Tyskland
- DK – 	Danmark
- DOM – 	Den Dominikanske Republik
- DY – 	Benin
- DZ – 	Algeriet

### E
- E – 	Spanien
- EAK – 	Kenya
- EAT – 	Tanzania
- EAU – 	Uganda
- EAZ – 	Zanzibar
- EC – 	Ecuador
- ES – 	El Salvador
- EST – 	Estland
- ET – 	Egypten
- ETH – 	Etiopien

### F
- F – 	Frankrig
- FIN/SF – 	Finland
- FJI – 	Fiji
- FL – 	Liechtenstein
- FO – 	Færøerne

### G
- GB – 	Storbritannien
- GBA – 	Alderney
- GBG – 	Guernsey
- GBJ – 	Jersey
- GBM – 	Isle of Man
- GBZ – 	Gibraltar
- GCA – 	Guatemala
- GH – 	Ghana
- GR – 	Grækenland
- GUY – 	Guyana

### H
- H – 	Ungarn
- HK – 	Hong Kong
- HKJ – 	Jordan
- HR – 	Kroatien

### I
- I – 	Italien
- IL – 	Israel
- IND – 	Indien
- IR – 	Iran
- IRL – 	Irland
- IRQ – 	Irak
- IS – 	Island

### J
- J – 	Japan
- JA – 	Jamaica

### K
- K – 	Cambodja
- KS – 	Kirgisistan
- KWT – 	Kuwait
- KZ – 	Kasakhstan

### L
- L – 	Luxembourg
- LAO – 	Laos
- LAR – 	Libyen
- LB – 	Liberia
- LS – 	Lesotho
- LT – 	Litauen
- LV – 	Letland

### M
- M – 	Malta
- MA – 	Marokko
- MAL – 	Malaysia
- MC – 	Monaco
- MEX – 	Mexico
- MK – 	Makedonien
- MLD – 	Moldova
- MS – 	Mauritius
- MW – 	Malawi

### N
- N – 	Norge
- NAM – 	Namibia
- NIC – 	Nicaragua
- NL – 	Holland
- NZ – 	New Zealand

### O
- OM – 	Oman

### P
- P – 	Portugal
- PA – 	Panama
- PAK – 	Pakistan
- PE – 	Peru
- PL – 	Polen
- PNG – 	Papua Ny Guinea
- PY – 	Paraguay

### Q
- Q – 	Qatar

### R
- RB – 	Botswana
- RCA – 	Centralafrikanske Republik
- RCB – 	Congo
- RCH – 	Chile
- RFC – 	Cameroun
- RG – 	Georgien
- RH – 	Haiti
- RI – 	Indonesien
- RIM – 	Mauretanien
- RL – 	Libanon
- RM – 	Madagaskar
- RMM – 	Mali
- RN – 	Niger
- RO – 	Rumænien
- ROK – 	Sydkorea
- ROU – 	Uruguay
- RP – 	Filippinerne
- RSM – 	San Marino
- RU – 	Burundi
- RUS – 	Rusland
- RWA – 	Rwanda

### S
- S – 	Sverige
- SA – 	Saudi Arabien
- SCO – 	Skotland
- SD – 	Swaziland
- SF/FIN – 	Finland
- SGP – 	Singapore
- SK – 	Slovakiet
- SLO – 	Slovenien
- SME – 	Surinam
- SN – 	Senegal
- SP – 	Somalia
- SWA – 	Namibia
- SY – 	Seychellerne
- SYR – 	Syrien

### T
- T – 	Thailand
- TG – 	Togo
- TJ – 	Tadsjikistan
- TMN – 	Turkmenistan
- TN – 	Tunesien
- TR – 	Tyrkiet
- TT – 	Trinidad & Tobago

### U
- UA – 	Ukraine
- UK – 	Storbritannien
- USA – 	Amerika
- UZ – 	Usbekistan

### V
- V – 	Vatikanstaten
- VN – 	Vietnam

### W
- WAG – 	Gambia
- WAL – 	Sierra Leone
- WAN – 	Nigeria
- WD – 	Dominica
- WG – 	Grenada
- WL – 	Santa Lucia
- WS – 	Vest Samoa
- WV – 	Saint Vincent & Grenadinerne

### Y
- YU – 	Jugoslavien
- YV – 	Venezuela

### Z
- Z – 	Zambia
- ZA – 	Sydafrika
- ZRE – 	Zaïre
- ZW – 	Zimbabwe

## Lande/ nationalitetsbogstaver
| Indholdsfortegnelse Top - A B C D E F G H I J K L M N O P Q R S T U V W X Y Z Æ Ø Å |

### A
- Afghanistan – AFG
- Albanien	 – AL
- Alderney	 – GBA
- Algeriet	 – DZ
- Amerika	 – USA
- Andorra	 – AND
- Argentina	 – AR
- Armenien	 – AM/ARM
- Armenien	 – ARM/AM
- Aserbajdsjan – AZ
- Australien	 – AUS

### B
- Bahamas	 – BS
- Bahrain	 – BRN
- Bangladesh	 – BD
- Barbados	 – BDS
- Belgien	 – B
- Belize	 – BH
- Benin	 – DY
- Bolivia	 – BOL
- Bosnien-Hercegovina – BIH
- Botswana	 – RB
- Brasilien	 – BR
- Brunei	 – BRU
- Bulgarien	 – BG
- Burkina Faso – BF
- Burundi	 – RU

### C
- Cambodja	 – K
- Cameroun	 – RFC
- Canada	 – CDN
- Centralafrikanske Republik – RCA
- Chile	 – RCH
- Colombia	 – CO
- Congo	 – RCB
- Costa Rica	 – CR
- Cuba	 – C
- Cypern	 – CY

### D
- Danmark	 – DK
- Den Dominikanske Republik – DOM
- Dominica	 – WD

### E
- Ecuador	 – EC
- Egypten	 – ET
- El Salvador – ES
- Elfenbenskysten – CI
- Estland – EST
- Etiopien	 – ETH

### F
- Fiji	 – FJI
- Filippinerne – RP
- Finland	 – FIN/SF
- Finland	 – SF/FIN
- Frankrig	 – F
- Færøerne	 – FR

### G
- Gambia	 – WAG
- Georgien	 – RG
- Ghana	 – GH
- Gibraltar	 – GBZ
- Grenada	 – WG
- Grækenland	 – GR
- Guatemala	 – GCA
- Guernsey	 – GBG
- Guyana	 – GUY

### H
- Haiti	 – RH
- Holland	 – NL
- Hong Kong	 – HK
- Hviderusland – BY

### I
- Indien	 – IND
- Indonesien	 – RI
- Irak	 – IRQ
- Iran	 – IR
- Irland	 – IRL
- Island	 – IS
- Isle of Man – GBM
- Israel	 – IL
- Italien	 – I

### J
- Jamaica	 – JA
- Japan	 – J
- Jersey	 – GBJ
- Jordan	 – HKJ
- Jugoslavien – YU

### K
- Kasakhstan	 – KZ
- Kenya	 – EAK
- Kirgisistan – KS
- Kroatien	 – HR
- Kuwait	 – KWT

### L
- Laos	 – LAO
- Lesotho	 – LS
- Letland	 – LV
- Libanon	 – RL
- Liberia	 – LB
- Libyen	 – LAR
- Liechtenstein – FL
- Litauen	 – LT
- Luxembourg	 – L

### M
- Madagaskar	 – RM
- Makedonien	 – MK
- Malawi	 – MW
- Malaysia	 – MAL
- Mali	 – RMM
- Malta	 – M
- Marokko	 – MA
- Mauretanien – RIM
- Mauritius	 – MS
- Mexico	 – MEX
- Moldova	 – MLD
- Monaco	 – MC
- Myanmar	 – BUR

### N
- Namibia	 – NAM
- Namibia	 – SWA

New Zealand	 – NZ
- Nicaragua	 – NIC
- Niger	 – RN
- Nigeria	 – WAN
- Norge	 – N

### O
- Oman	 – OM

### P
- Pakistan	 – PAK
- Panama	 – PA
- Papua Ny Guinea – PNG
- Paraguay	 – PY
- Peru	 – PE
- Polen	 – PL
- Portugal	 – P

### Q
- Qatar	 – Q

### R
- Rumænien	 – RO
- Rusland	 – RUS
- Rwanda	 – RWA

### S
- Saint Vincent & Grenadinerne – WV
- San Marino	 – RSM
- Santa Lucia – WL
- Saudi Arabien – SA
- Schweiz	 – CH
- Senegal	 – SN
- Seychellerne – SY
- Sierra Leone – WAL
- Singapore	 – SGP
- Skotland	 – SCO
- Slovakiet	 – SK
- Slovenien	 – SLO
- Somalia	 – SP
- Spanien	 – E
- Sri Lanka	 – CL
- Storbritannien – GB
- Storbritannien – UK
- Surinam	 – SME
- Sverige	 – S
- Swaziland	 – SD
- Sydafrika	 – ZA
- Sydkorea	 – ROK
- Syrien	 – SYR

### T
- Tadsjikistan – TJ
- Tanzania	 – EAT
- Thailand	 – T
- Tjekkiet	 – CZ
- Togo	 – TG
- Trinidad & Tobago – TT
- Tunesien	 – TN
- Turkmenistan – TMN
- Tyrkiet	 – TR
- Tyskland	 – D

### U
- Uganda	 – EAU
- Ukraine	 – UA
- Ungarn	 – H
- Uruguay	 – ROU
- Usbekistan	 – UZ

### V
- Vatikanstaten – V
- Venezuela	 – YV
- Vest Samoa	 – WS
- Vietnam	 – VN

### Y
- Yemen	 – ADN

### Z
- Zaïre	 – ZRE
- Zambia	 – Z
- Zanzibar	 – EAZ
- Zimbabwe	 – ZW

### Ø
- Østrig	 – A